# Trauma (álbum)
Trauma es el segundo álbum de estudio de la banda estadounidense de Metalcore I Prevail. Fue lanzado el 29 de marzo de 2019. El álbum fue el cuarto álbum más vendido de la semana en los Estados Unidos. Tras su lanzamiento, mientras que su primer sencillo, "Breaking Down", llegó al top 10 de la lista de canciones de Rock de Billboard Mainstream en mayo de 2019. Se recibieron dos nominaciones al Grammy en relación para el álbum, el álbum recibió una nominación al Premio Grammy al Mejor Álbum de Rock, mientras que la canción "Bow Down" recibió una nominación al Premio Grammy a la Mejor Interpretación de Metal.

## Lanzamiento
El 19 de febrero de 2019, la banda anunció que su próximo álbum se llamaría Trauma. El álbum se lanzó el 29 de marzo de 2019. Se estrenó en el número 4 en la lista de ventas de álbumes de Billboard Top. Se ubicó en el número 14 en general en la lista de Billboard 200, lo que influye en la transmisión de música y las unidades equivalentes de álbum.

## Lista de canciones
| N.º | Título                                    | Duración |  |
| 1.  | «Bow Down»                                | 4:02     |  |
| 2.  | «Paranoid»                                | 2:24     |  |
| 3.  | «Every Time You Leave» (con Delaney Jane) | 3:36     |  |
| 4.  | «Rise Above It» (con Justin Stone)        | 3:04     |  |
| 5.  | «Breaking Down»                           | 3:26     |  |
| 6.  | «DOA»                                     | 3:16     |  |
| 7.  | «Gasoline»                                | 2:33     |  |
| 8.  | «Hurricane»                               | 3:43     |  |
| 9.  | «Let Me Be Sad»                           | 3:34     |  |
| 10. | «Low»                                     | 2:45     |  |
| 11. | «Goodbye» (Interlude)                     | 1:42     |  |
| 12. | «Deadweight»                              | 3:04     |  |
| 13. | «I Don't Belong Here»                     | 3:41     |  |

## Posicionamiento en lista
| Lista (2019)                       | Posiciones |
| ---------------------------------- | ---------- |
| Alemania (Media Control Charts)    | 32         |
| Australian Albums (ARIA)           | 6          |
| Austria (Ö3 Austria)               | 38         |
| Bélgica (Ultratop flamenca)        | 172        |
| Canadá (Billboard Canadian Albums) | 22         |
| Escocia (Scottish Albums Chart)    | 58         |
| Suiza (Schweizer Hitparade)        | 58         |
| Reino Unido (UK Albums Chart)      | 60         |
| Estados Unidos (Billboard 200)     | 14         |

## Personal
Producido y diseñado por BJ Perry y John A. Pregler
- Brian Burkheiser - Voz
- Eric Vanlerberghe - Voz gutural y limpia
- Steve Menoian - Guitarra líder, Bajo
- Dylan Bowman - Guitarra rítmica, segunda voz
- Gabe Helguera - Batería